# Hatice Sultan
Hatice Sultan, född 14 juli 1768, död 17 juli 1822, var en osmansk prinsessa.  Hon var dotter till sultan Mustafa III, och syster till Selim III.
Hon beskrivs som sin brors förtrogna under hans regeringstid 1789-1807. Hon gynnade arkitekten Antoine Ignace Melling, som på hennes rekommendation blev kejserlig arkitekt och utförde ett flertal senare berömda byggnader.